# Mua sắm điện tử
Mua sắm điện tử (hay e-procurement, đôi khi còn được gọi là nhà cung cấp trao đổi) là những doanh nghiệp kinh doanh với nhau, hoặc doanh nghiệp kinh doanh với người tiêu dùng, hoặc doanh nghiệp kinh doanh với chính phủ mua và bán nguồn cung cấp, làm việc, và thực hiện dịch vụ qua Internet cũng như các thông tin khác và hệ thống mạng như trao đổi dữ liệu điện tử và hoạch định tài nguyên doanh nghiệp.
Chuỗi giá trị mua sắm điện tử bao gồm quản lý đơn hàng, thông tin qua mạng (e-Informing), đấu thầu qua mạng (e-Tendering), đấu giá qua mạng (e-Auctioning), quản lý nhà cung cấp, quản lý danh mục hàng, tổng hợp đơn mua hàng, trạng thái đơn hàng, thông báo vận chuyển, lập hoá đơn điện tử, thanh toán điện tử và quản lý hợp đồng. Quản lý đơn hàng là luồng công việc tham gia vào quá trình chuẩn bị hồ sơ đấu thầu. Phần này của chuỗi giá trị là tuỳ chọn (có thể có, có thể không), do từng phòng, ban mua sắm tự xác định quá trình đặt hàng của họ. Trong việc mua sắm công việc (dịch vụ), việc phê duyệt hành chính và phê chuẩn kỹ thuật được thực hiện qua mạng dưới dạng điện tử. Trong việc mua sắm hàng hoá, hoạt động tạo ra đơn hàng được thực hiện trên mạng. Kết quả cuối cùng của giai đoạn này là đầu vào để phát hành NIT.
Các yếu tố của mua sắm điện tử bao gồm yêu cầu thông tin, yêu cầu về đề xuất đơn hàng, yêu cầu về đơn giá, RFx (ba chữ cái đầu gộp lại - Request For xxx), và eRFx (phần mềm quản lý dự án RFx).

## Lịch sử
Mua sắm điện tử lần đầu tiên được IBM dùng vào năm 2000 khi công ty này tung ra Hệ thống và Phương pháp Quản lý bổ sung, được sáng tạo bởi kỹ sư người México—Daniel Delfín—sau này là giám đốc mua sắm tại nhà máy lớn nhất của IBM và Alberto Wario - một nhà lập trình máy tính. Hệ thống được thiết kế để giải quyết quá trình mua sắm phức tạp của IBM cho nhà máy ở Guadalajara, México, nhà máy sản xuất máy tính xách tay IBM lớn nhất thế giới, với giá trị sản lượng 1,6 tỷ  đô la mỗi năm. Ba năm sau khi hệ thống được thực hiện, sản lượng của nhà máy tăng đến 3,6 tỷ đô la, tiếp theo, công ty dùng hệ thống này ở Đức, và sau cùng, bán bản quyền sử dụng cho các công ty trên toàn thế giới.

## Trong khu vực công
Mua sắm điện tử trong khu vực công đang nổi lên ở phạm vi quốc tế. Do đó, các sáng kiến đã được thực hiện ở Ukraina, Ấn Độ, Singapore, Estonia, Anh Quốc, Hoa Kỳ, Malaysia, Indonesia, Úc, Liên minh châu Âu.
Các tổ chức trong khu vực công sử dụng mua sắm điện tử cho các hợp đồng để đạt được các lợi ích như tăng hiệu quả và tiết kiệm chi phí (nhanh hơn và rẻ hơn) trong mua sắm chính phủ và cải thiện tính minh bạch (để giảm tham nhũng) trong các dịch vụ mua sắm. Mua sắm điện tử trong khu vực công đã tăng trưởng nhanh chóng trong những năm gần đây. Đạo luật 590 của Phiên họp Lập pháp thường kỳ năm 2008 bang Louisiana, Mỹ đòi hỏi các phân khu chính trị phải đưa ra các điều khoản để nhận được hồ sơ dự thầu điện tử.
Mua sắm điện tử thường là một phần trong các nỗ lực rộng hơn của chính phủ điện tử trong nước nhằm phục vụ tốt hơn cho công dân và doanh nghiệp trong nền kinh tế số. Ví dụ, GeBIZ ở Singapore đã được thực hiện như một trong các chương trình của kế hoạch tổng thể chính phủ điện tử. Quy định về Mua sắm của các nước G6 đã chỉ đạo sử dụng công cụ mua sắm điện tử trong mua sắm công.
Một ví dụ về cải cách thành công là trường hợp Prozorro của Ukraina. Đó là kết quả hợp tác giữa chính phủ Ukraina, khu vực doanh nghiệp và xã hội dân sự. Hệ thống do một tổ chức chống tham nhũng quốc tế—Tổ chức Minh bạch Quốc tế Ukraina, với sự giúp đỡ của các tình nguyện viên, cơ quan phi chính phủ, cộng đồng doanh nghiệp và các cơ quan nhà nước Ukraina, quỹ WNISEF, Ngân hàng Tái thiết và Phát triển châu Âu và đối tác khác lập ra.

## Nhà cung cấp
Lĩnh vực này bao gồm hai dạng nhà cung cấp: nhà cung cấp lớn chuyên về quy hoạch hóa nguồn lực công ty (ERP) chào hàng mua sắm điện tử như một trong các dịch vụ của họ và các (nhà cung cấp) dịch vụ với giá phải chăng hơn, chỉ tập trung vào chuyên vào mua sắm điện tử.